# Krembz
Krembz è un comune del Meclemburgo-Pomerania Anteriore, in Germania.
Appartiene al circondario (Kreis) del Meclemburgo Nordoccidentale (targa NWM) ed è parte della comunità amministrativa (Amt) di Gadebusch.

## Storia
Il 1º gennaio 1999 venne aggregato al comune di Krembz il comune di Groß Salitz.